# Aniana
Aniana là một chi bướm đêm thuộc họ Noctuidae.